# الكنيسة السبتية
الأدفنتست أو السبتيون (السبتية) هم طائفة مسيحية بروتستانتية ألفيَّة ظهرت في الولايات المتحدة الأمريكية في القرن التاسع عشر (عام 1863)، تقدس الطائفة يوم السبت (اليوم السابع من الأسبوع وفقًا لكل من المسيحيين (الغريغوري) والتقاويم العبرية) وتحفظه باعتباره يوم راحة للرب بدلًا من يوم الأحد، تؤمن بقرب المجيء الثاني للمسيح حيث أن كلمة أدفنتست Adventist تعني مجيئيون. وقد عرفوا سابقا بالميليريون نسبة لوليم ميلر (1782 – 1849) مؤسس هذه الطائفة وهو قسيس معمداني أمريكي عمل سابقا كضابط في الجيش الأمريكي، كما لعبت إلى إيلين وايت وهي كاتبة أمريكية دورًا فعالًا في تأسيس الطائفة ولا تزال منشوراتها العديدة تحظى بتقدير كبير من قبل الكنيسة.

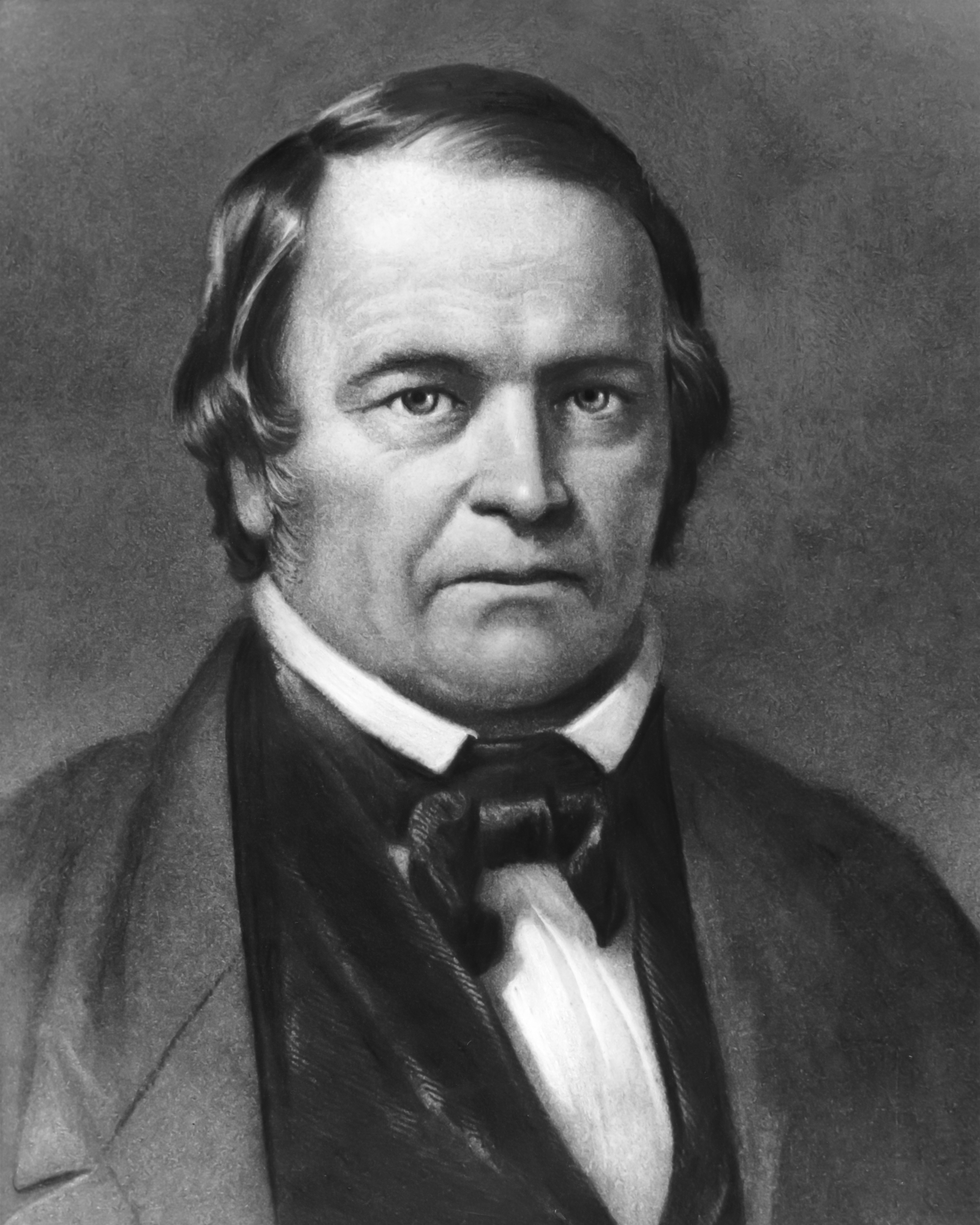
وليم ميلر

هناك مجموعات مختلفة من الأدفنتست كالأدفنست الإنجيليون وكنيسة الأدفنتست المسيحية ولكن أكبر مجموعات الأدفنتست هي مجيئيو اليوم السابع Seventh –Day Adventists والتي أسست بين عامي 1844 و1855 بفضل جهود الوعاظ: جوزيف باتيس وجيمس وإيلين وايت وهم جميعا مواطنون أمريكيون. وقد نالت هذه الجماعة اعتراف السلطات عام 1863
من أهم عقائد مجيئيو اليوم السابع Seventh-Day Adventists، الإيمان بقرب المجيء الثاني للمسيح، حفظ يوم السبت وتقديسه كيوم راحة الرب بدل يوم الأحد، التشديد على حرفية الكتاب المقدس، المعمودية بالتغطيس بالماء كما أنهم يمتنعون عن تناول اللحوم والمواد المخدرة والمنبهة.

## نظرة تاريخية
كنيسة السبتيين هي أكبر مجموعة من الجماعات السبتية التي نشأت من حركة ميلر في أربعينات القرن التاسع عشر في شمال ولاية نيويورك، وهي مرحلة من الصحوة الكبرى الثانية. تنبأ ويليام ميلر على أساس دانيال 8: 14-16 ومبدأ "اليوم والسنة" بأن يسوع المسيح سيعود إلى الأرض بين ربيع عام 1843 وربيع عام 1844. في صيف عام 1844، أصبح أتباع ميلر يعتقدون أن يسوع سيعود في 22 أكتوبر 1844، وهو يوم الكفارة التوراتي لذلك العام. أصبح تنبؤ ميلر الفاشل معروفًا باسم "الإحباط العظيم".
أصبح هيرام إدسون وغيره من أتباع ميلر يعتقدون أن حسابات ميلر كانت صحيحة، لكن تفسيره لدانيال 8: 14 كان معيبًا لأنه افترض أن المسيح سيأتي لتطهير العالم. توصل هؤلاء السبتيين إلى قناعة مفادها أن سفر دانيال 8: 14 تنبأ بدخول المسيح إلى أقدس مكان في الحرم السماوي وليس مجيئه الثاني. على مدى العقود القليلة التالية تطور هذا الفهم إلى عقيدة الدينونة التحقيقية، وهي عملية أخروية بدأت في عام 1844، سيحكم الرب خلالها على شخص للتحقق من أهليته للخلاص وستتأكد عدالة الرب أمام الكون. استمرت هذه المجموعة من السبتيين في الإيمان بأن مجيء المسيح الثاني بات وشيكًا، مع ذلك فقد قاوموا تحديد تواريخ لاحقة للحدث، مستشهدين برؤيا 10: 6، "لن يكون هناك وقت إضافي".

### تطور السبتية
مع ترسيخ الحركة السبتية المبكرة لمعتقداتها، أثيرت مسألة يوم الراحة والعبادة التوراتي. كان جوزيف بيتس أبرز مؤيدي حفظ السبت بين السبتيين الأوائل. تعرف بيتس على العقيدة السبتية من خلال رسالة كتبها الواعظ الميليري توماس إم. بريبل، الذي تأثر بدوره براشيل أوكس بريستون، وهي معمدانية شابة من كنيسة اليوم السابع. قُبلت هذه الرسالة تدريجيًا وشكلت موضوع الطبعة الأولى من كتاب The Present Truth الخاص بالكنيسة، والذي نُشر في يوليو 1849.

## نبؤة سفر دانيال

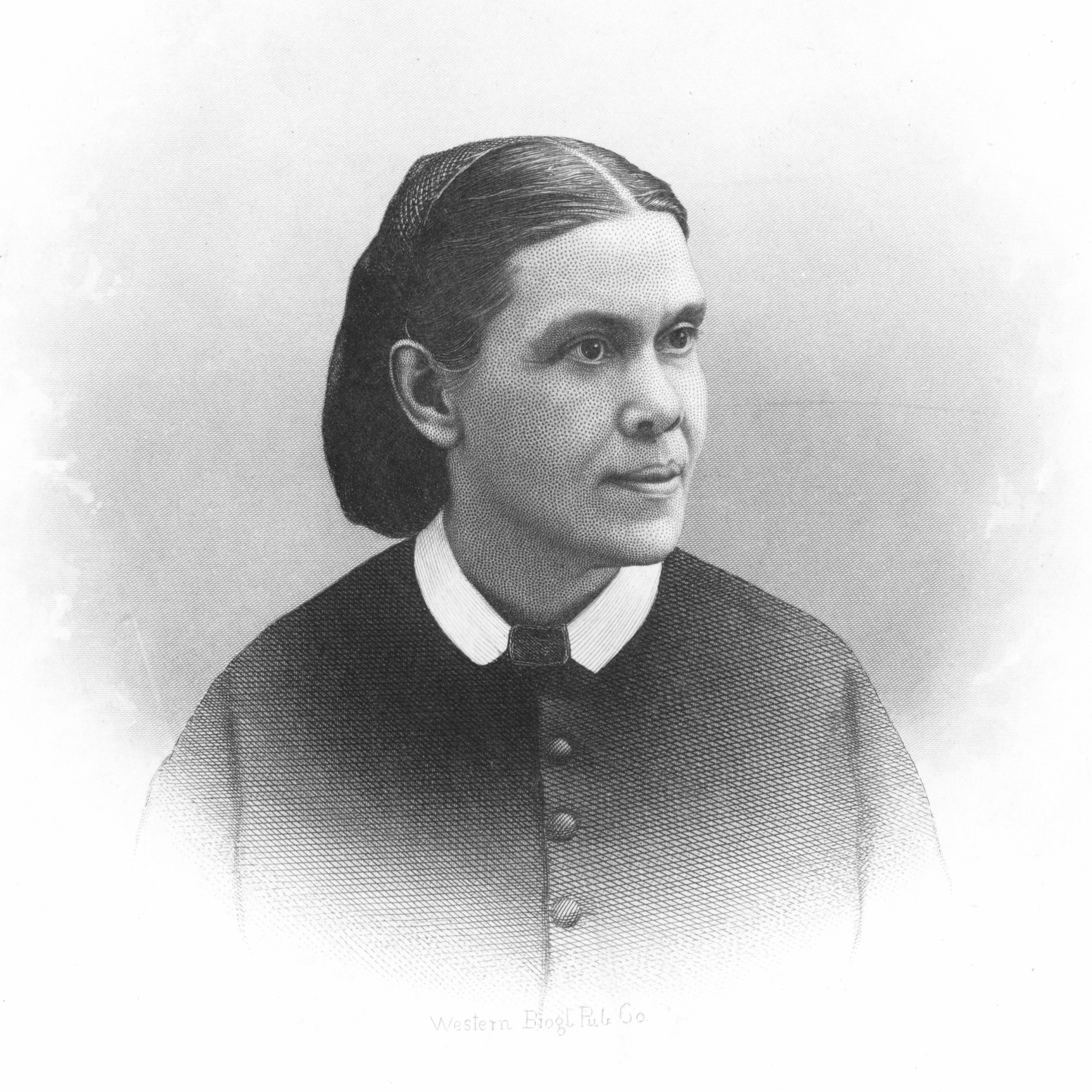
صورة احد الراهبات في الكنيسة السبتية

كان وليم ميلر وأتباعه قد صرحوا بأن المسيح سوف يعود للأرض بين 21 مارس/آذار 1843 و21 مارس/آذار 1844، وذلك بحسب تفسيراتهم الخاصة لتنبؤات وردت في سفر دانيال (دانيال 8: 14 و9: 24- 27)، وأعلنوا بأن المسيح سوف يقوم عند مجيئه بتفريق القديسين من الخطاة وسيملك على العالم مدة ألف عام.
وقد اعتقد ميلر بأن الأسابيع المذكورة في نص السفر هي رمز لسينين، أي أن كل أسبوع مذكور في النبوة يساوي سبع سنين وهكذا تكون المدة من إعادة بناء أورشليم 457 ق.م إلى تلك الأحداث المذكورة 490عاما، وتقول النبوة «إلى ألفين وثلاث مئة صباحاً ومساءً فيتبرأ القدس» (دا 8: 14) أي ما يعادل 2300 سنة طرح منها ميلر 490 فكان الناتج 1810 زائد 33 -وهو التاريخ المقترح لصلب المسيح- فيصبح الرقم بذلك 1843 وهو العام الذي اقتنع ميلر وأتباعه بأنه موعد قدوم المسيح الثاني. وقد بدء ميلر بالتبشير بأفكاره هذه عام 1831، حيث راح ينتقل من مكان إلى آخر في الولايات المتحدة يعلن قرب مجيء المسيح، ووصل إلى مدينة بورتلاند بين عامي 1840 و1842 حيث انضمت إلى جماعته عائلة إيلين وايت.
ولكن عندما انتهت المدة المعينة ولم يحدث شيء تخلى عن ميلر الكثيرين، ولكن في شهر أغسطس/آب من عام 1844 أعلن أحد أتباع ميلر وهو صموئيل سنو Samuel Snow عن موعد آخر لمجيء المسيح في اليوم الذي يعرف بيوم الكفارة العظيم في الشهر السابع اليهودى، أي 22 أكتوبر/تشرين الأول 1844، فقام المجيئيون ببيع ممتلكاتهم وتخلوا عن أعمالهم ووظائفهم وارتدوا ثيابا بيضاء وخرجوا إلى المرتفعات مرنمين لاستقبال المسيح، ومرة أخرى كانت خيبة أمل الأدفنتست كبيرة عندما لم يأت المسيح في الوقت المحدد ووصفوا ذلك اليوم بيوم الإحباط العظيم The Great Disappointment.
ولكن ميلر وأتباعه تداركوا الموقف وأعلنوا في المؤتمر الذي عقدوه في عام 1845 بأن مجيء المسيح الثاني قد تم فعلا بشكل سري. فقد انتقل من القدس السماوي إلى قدس الأقداس لكي يبدأ الكفارة النهائية للخطاة. وكان ذلك الإعلان نتيجة لرؤيا ادعت إيلين وايت بأن الله قد كشفها لها في يناير/كانون الثاني من ذلك العام.

## إيمان الأدفنتست
يتمسك الأدفنتست بالعقائد العامة للبروتستانتية: كالثالوت، الولادة من العذراء، الكفارة، الخلاص بالإيمان، الخلق، الخطيئة الأصلية، المجيء الثاني، قيامة الموتى، والدينونة الأخيرة.

### عقائد مشتركة مع باقي الكنائس البروتستانتية

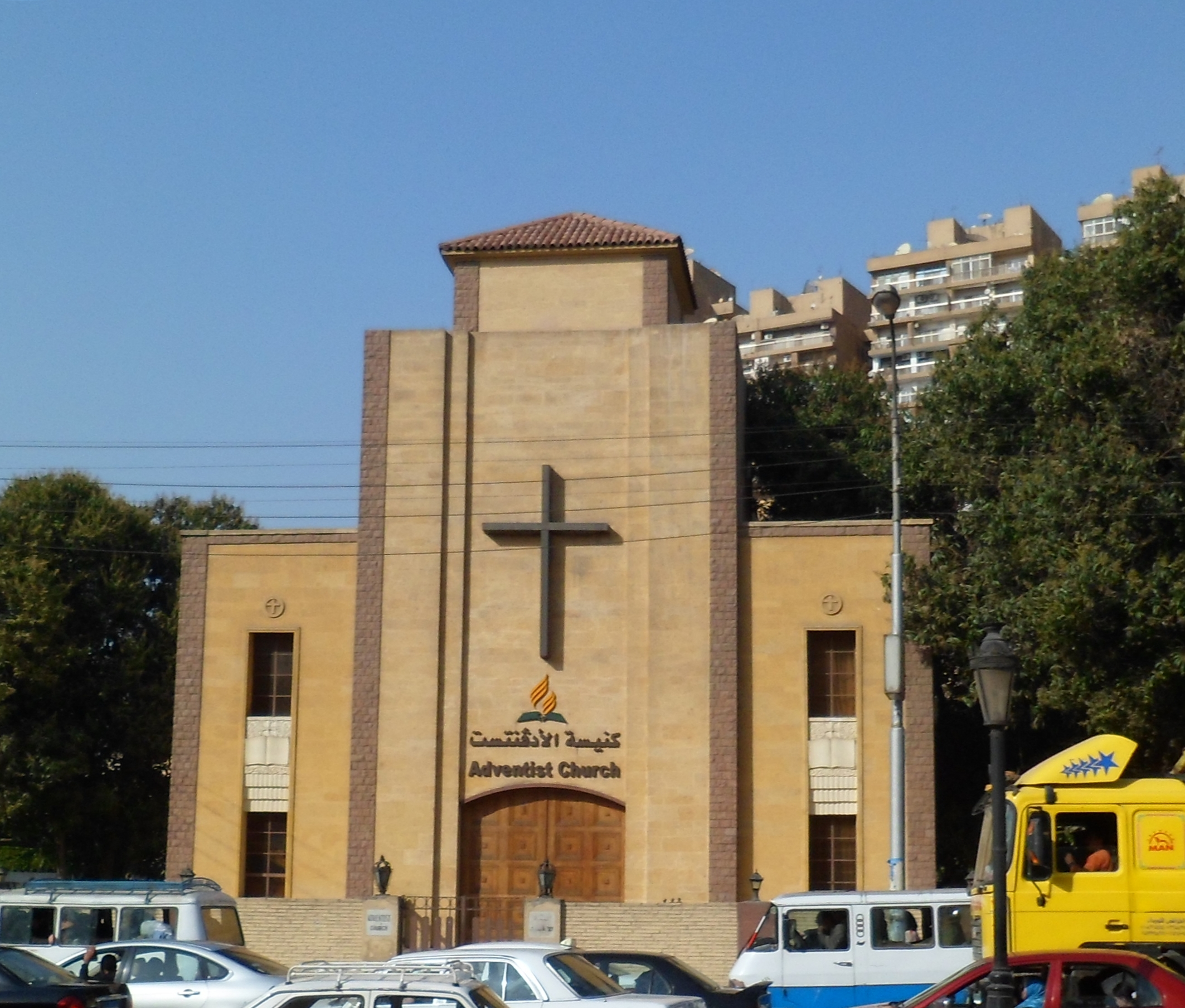
كنيسة الأدفنست بالقاهرة.

في كتاب (مجيئيو اليوم السابع، اسئلة حول العقيدة Seventh-day Adventists Answer Questions on Doctrine) والذي أصدرته كنيسة مجيئيو اليوم السابع عام 1957، لخص الأدفنتست عقائدهم العامة بما يتوافق بشكل أو بأخر مع العقائد العامة للمسيحية البروتستانتية:
1. ان الله هو الخالق، وله كل السيادة، وهو حاكم الكون الأبدي، كلي العلم المطلق الموجود في كل مكان.
2. الله الثالوث مؤلف من الله الآب، المسيح الابن والروح القدس.
3. الكتاب المقدس هو وحي الله المعطى للبشر، لذلك فهو المصدر الرئيسي للإيمان وللممارسته.
4. يسوع هو كلي الألوهة وهو كان موجوداً مع الآب منذ الأزل.
5. الروح القدس هو أقنوم قائم بذاته يتشارك صفات الألوهة مع الآب والابن.
6. المسيح هو كلمة الله الذي تجسد في العالم من خلال معجزة الحمل والولادة من عذراء، وقد عاش على الأرض حياة طاهرة بدون أي خطيئة.
7. إن كفارة المسيح قدمها بموته مرة واحدة لخلاص جميع البشر.
8. إن يسوع المسيح قام أدبياً وجسدياً من القبر.
9. وقد صعد أدبياً وجسدياً للسماء.
10. يسوع يقوم الآن بالشفاعة لنا كوسيط بين الله الآب والبشر.
11. سوف يعود قريباً مرة ثانية للأرض بشكل شخصي مجيد.
12. الإنسان خلق طاهراً بدون خطيئة، ولكنه سقط في حالة من الفساد والبعد عن الله.
13. الخلاص هو بالنعمة بالإيمان بدم المسيح فقط.
14. المدخل للحياة الجديدة بالمسيح يتم بالتجديد أي بما يعرف بالولادة الجديدة.
15. إن الإنسان يتبرر بالإيمان فقط.
16. إن الإنسان يتقدس بالمسيح من خلال الروح القدس.
17. إن الإنسان سوف يتمجد بقيامة القديسين عند عودة الرب.
18. سوف يكون هناك دينونة عامة لكل الجنس البشري.
19. يجب التبشير بالإنجيل للشهادة لكل العالم.

### عقائد خاصة بالإدفنتست
1. يؤمنون أن السيد المسيح كان يحمل جسداً شبيهاً لنا في كل شيء عدا الميل إلى الخطيئة وكان مُعرضاً للتجربة وإمكانية السقوط في الخطيئة إلا إنه انتصر عليها.[10][11]
2. يقدسون يوم السبت بدل من يوم الأحد وذلك استناداً لرؤية لإيلين وايت، قالت أنها شاهدت فيها الوصية الرابعة من الوصايا العشر «اذكر يوم السبت لتقدسه» (خر20: 8) تلمع بنور باهر.
3. لا يؤمنون بخلود النفس وهم يميزون بينها وبين الروح ويؤمنون بِموتها مع الجسد، فروح الله وحدها تمتلك الخلود.
4. يؤمنون بِمجيئين للمسيح بينهما الألف سنة والمجيء الأول لقيامة الأبرار ومجازاتهم والمجيء الثاني لقيامة الأشرار والقضاء عليهم.[12]
5. يؤمنون بأن الملكوت أرضى وأن السماء ليست للبشر.
6. يؤمنون بِفناء الأشرار وبِعذاب وقتي وليس أبدي.[13]
7. يعتبر الأدفنتست إيلين وايت بأنها نبية مُرشدة للكتاب المقدس ولا تُعتبر كتاباتها مُساوية للكتاب المقدس.[14]
8. لا يؤمنون بالكهنوت، ولا بالشفاعة، ولا بِكثير من الأسرار الكنسية.

## الإنتشار
يربو تعداد الأدفنتست اليوم على أكثر من 19 مليون شخص يتوزعون في مختلف أنحاء العالم، ولكن تبقى الولايات المتحدة الأمريكية مركز ثقلهم الرئيسي. ولهم معاهد لاهوتية ومراكز وإرساليات ووسائل إعلام مختلفة .

## وصلات خارجية
- الكنيسة السبتية على موقع الموسوعة البريطانية (الإنجليزية)